# 上巴拉圭省
上巴拉圭省（Alto Paraguay）是巴拉圭的一個省，位於該國西北部。面積82,349 平方公里，2002年人口15,008 人。首府奧林波堡。
下分3縣。
1. ↑  .   [2025-02-03]. （原始内容存档于2024-07-12）.